# Nový židovský hřbitov v Plzni
Nový židovský hřbitov je nejmladším na území města Plzně. Založen byl v roce 1898, poté co došlo k uzavření Starého židovského hřbitova. Plzeňská židovská obec disponovala v minulosti několika hřbitovy, do současnosti se dochovaly ale pouze dva, a to Starý a Nový židovský hřbitov. Oba jsou pod ochranou Plzeňské židovské obce.
Židovská obec pro pozemek nového hřbitova koupila od města louku, ležící při tehdejší silnici směrem na Volduchy. Dnes se Nový židovský hřbitov nachází naproti Ústřednímu hřbitovu   na Rokycanské třídě, je dobře udržován a k pohřbům slouží dodnes. Jeho prostor je vyplněn  asi 2 000 hroby a je zde rovněž umístěn i památník plzeňským obětem nacistické perzekuce.
Součástí hřbitova byl v minulosti i domek, který sloužil jako obydlí pro hrobníka a na fasádě domu se nacházela deska s nápisem "Israelský pohřební spolek založil tento hřbitov v Rokycanech v roce 1898". Deset let po založení hřbitova byla ale kvůli rozšíření silnice zbourána obřadní síň i zmiňovaný domek hrobníka. Součástí areálu byla i kaple, která byla před rokem 1990 také zničena. Tento hřbitov se nikdy nedočkal naplnění nebo rozšíření, jelikož počet členů židovské obce se rapidně snížil během období holocaustu. 
Židovská obec získala tento hřbitov zpět až v roce 2000. Dnes je hřbitov rozdělen na dvě části podle data uvedených na náhrobcích. Náhrobní kameny obsahují hebrejské, německé, ale i české nápisy. V areálu hřbitova se nachází část, kde jsou pohřbeny děti, část určená pro uprchlíky a třetí část určená obětem 1. světové války. Později byl dostavěn památník obětem 2. světové války a holocaustu. Hřbitov je dnes ohrazen zdí a vstupní brána je situována na východ.

Historickou zajímavostí je událost z 6. března 1939, kdy se členové antisemitského hnutí Vlajka pokusili provést bombové útoky na židovský hřbitov a další židovské památky v Plzni. Akce se však nezdařila. Pravděpodobně díky neopatrné manipulaci nálož vybuchla na hřbitově předčasně a dva pachatelé při výbuchu zahynuli.

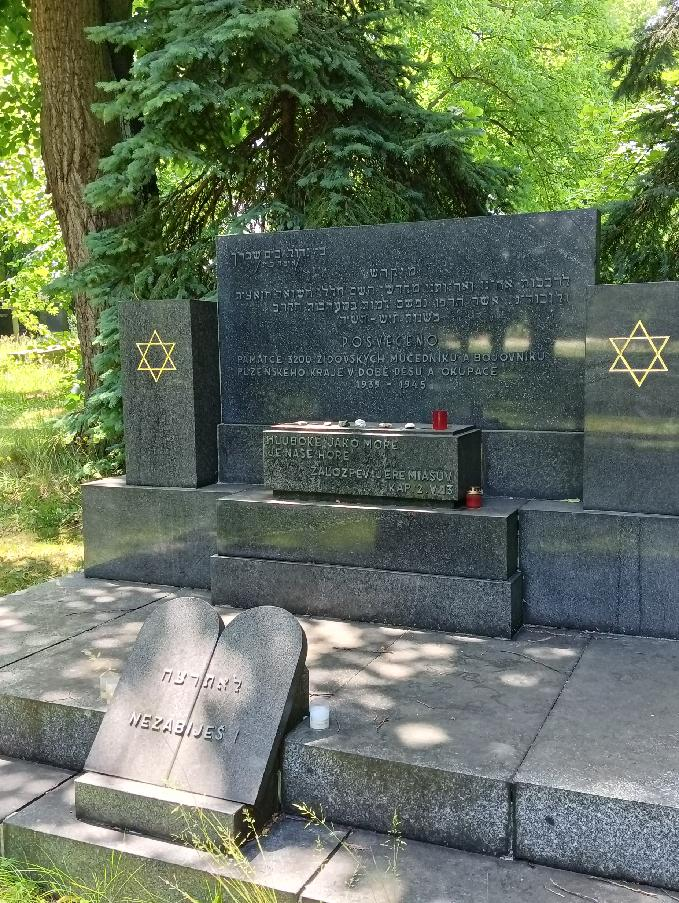
Památník obětem nacistické perzekuce ve spodní části Nového židovského hřbitova  (červen 2023)
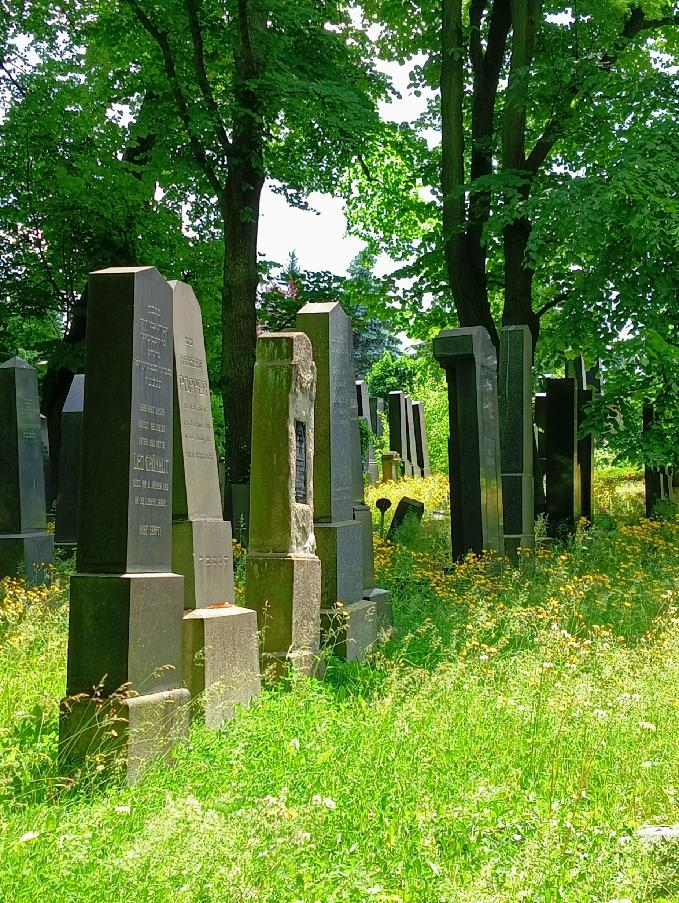
Pohled na Nový židovský hřbitov v Plzni (červen 2023)
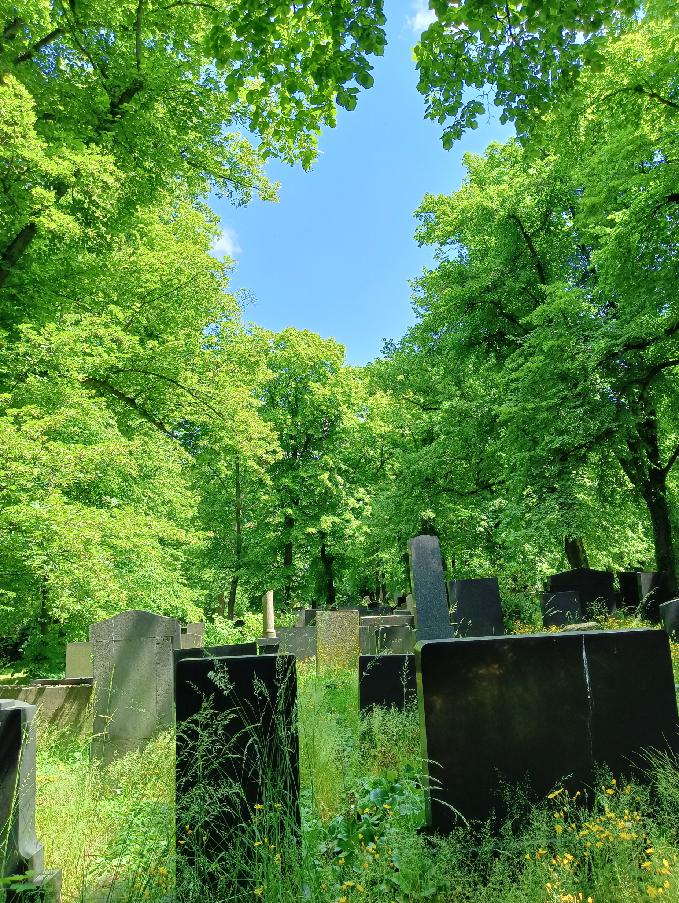
Celkový pohled na Nový židovský hřbitov (červen 2023)
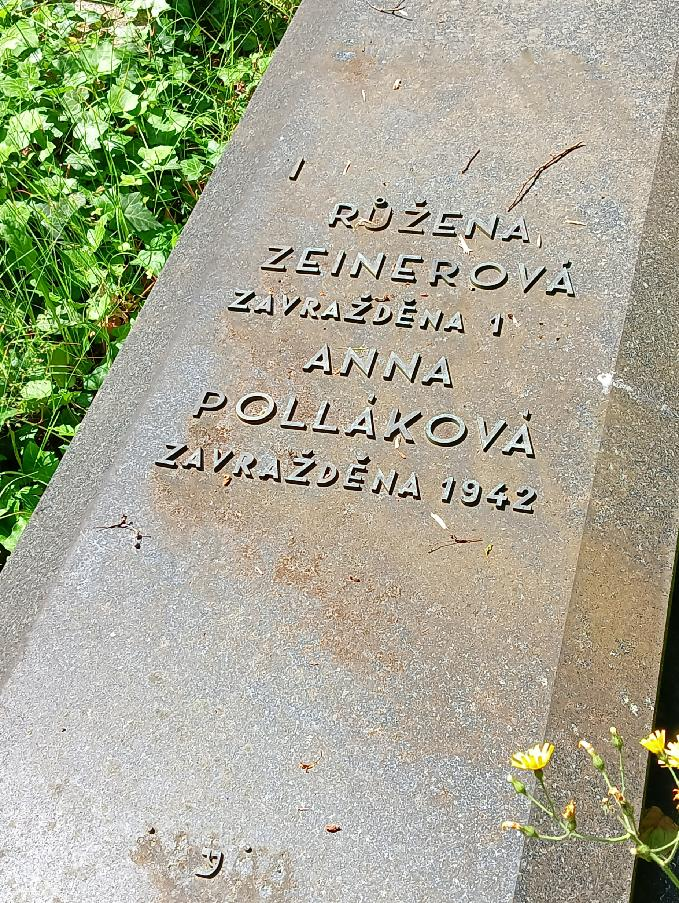
Nový židovský hřbitov v Plzni (červen 2023)